# قلعة ريغ
قلعة ريغ (بالفارسية: قلعه ریگ) هي قلعة تاريخية تعود إلى عصر الدولة السلجوقية، وتقع في كاشمر. القلعة الآن قد هدمت وجزء من المبنى لا يزال قائما. وتم تسجيل هذه القلعة في 7 أغسطس 2005 مع رقم تسجيل 13186 باعتباره أحد التراث الوطني الإيراني.